# Seriphidium fedorovii
Seriphidium fedorovii là một loài thực vật có hoa trong họ Cúc. Loài này được (Rzazad.) Y.R.Ling miêu tả khoa học đầu tiên năm 1991.